# Johannes Andreæ Linderosensis
Johannes Andreæ Linderosensis, född 1550, död 1600 i Säby församling, Jönköpings län, var en svensk präst. 

## Biografi
Johannes Linderosensis föddes 1550. Han var son till kyrkoherden Andreas Johannis i Linderås församling. Linderosensis blev 1570 student vid Uppsala universitet och prästvigdes 1572. Han blev 1576 hovpredikant hos Johan III. År 1577 blev han kyrkoherde i Säby församling och blev 1593 kontraktsprost i Norra Vedbo kontrakt. Han underskrev Uppsala mötes beslut 1593. Linderosensis avled 1600 i Säby församling.

### Familj
Linderosensis var gift med Margaretha. Hon var dotter till kyrkoherden Nicolaus Thoreri och Anna Olofsdotter i Risinge församling. De fick tillsammans barnen Andreas Sæbyensis i Lofta församling, kyrkoherden Zacharias Säbyensis i Eksjö stadsförsamling, kyrkoherden Magnus Johannis i Klockrike församling, kyrkoherden Benedictus Johannis (1584-1652) i Skedevi församling, Catharina Säbyensis som var gift med kyrkoherden Samuel Magni i Asby församling och kyrkoherden Birger Beccander i Asby församling.